# Niamh Kavanagh
Pour les personnes ayant le même patronyme, voir Kavanagh.
Niamh Kavanagh est une chanteuse irlandaise née le 13 février 1968 à Dublin.

## Biographie
En 1991, l'artiste chante sur la bande son du film d'Alan Parker The Commitments.
Le 15 mai 1993, elle remporte le 38e Concours Eurovision de la chanson pour l'Irlande avec In your eyes. Ce titre est le plus vendu en Irlande pour l'année 1993 et atteint la 24e place du classement en Grande-Bretagne.
Au milieu des années 1990, elle sort un album qui remporte un certain succès mais décide ensuite de se consacrer à sa vie de famille.
Elle représente une seconde fois l'Irlande au Concours Eurovision de la chanson en 2010 avec la chanson It's for you et ne se classe que 23e sur 25 participants lors de la finale du concours le 29 mai 2010, obtenant 25 points.

## Discographie
Albums
- Flying blind
- Together Alone (collaboration de Gerry Carney)

Singles
- Wonderdrug
- Romeo's twin
- Sometimes Love
- Flying blind
- Red roses and me (avec The Dubliners)
- In Your Eyes

Participations
- The Commitments Vol. 1 & 2
- Mick Hanley, live at the meeting place
- The Frankie Millar Songwriting project
- The Meeting Place, 10 year anniversary
- The Shanley sessions